# 1965 van de Kamp
1965 van de Kamp eller 2521 P-L är en asteroid i huvudbältet som upptäcktes den 24 september 1960 av den nederländsk-amerikanske astronomen Tom Gehrels och det nederländska astronomparet Ingrid van Houten-Groeneveld och Cornelis Johannes van Houten vid Palomarobservatoriet. Den är uppkallad efter astronomen Peter van de Kamp.
Asteroiden har en diameter på ungefär 13 kilometer.